# Conrad von Preysing
Conrad von Preysing (Leutkirch im Allgäu, 16 marzo 1843 – Monaco di Baviera, 6 giugno 1903) è stato un nobile e politico tedesco.

## Biografia
Conrad era figlio del conte Maximilian von Preysing (1810-1881) e di sua moglie, la contessa Anna von Waldburg-Zeil (1821-1849). Il fratello di sua madre era il noto gesuita e predicatore Georg Ferdinand von Waldburg-Zeil (1823-1866), e la madre era anche cugina del vescovo di Magonza, Wilhelm Emmanuel von Ketteler (1811-1877).
Preysing frequentò il liceo a Magonza e dopo aver compiuto i propri studi presso le università di Bonn e Monaco, prese parte alla guerra franco-prussiana dall'agosto al dicembre del 1870 come volontario.
Alle prime elezioni del Reichstag nel 1871, ricevette la maggioranza dei voti nel collegio elettorale della Bassa Baviera e venne eletto nelle file del Partito di Centro Tedesco, rimanendo in carica sino al 1893. Il 22 gennaio 1900 vinse alle elezioni suppletive nel collegio elettorale della Bassa Baviera e rappresentò Daggendorf al Reichstag sino alla propria morte. Insieme al suo parente, il "vescovo lavoratore" Wilhelm Emmanuel von Ketteler, Preysing si batté al Reichstag per gli interessi della chiesa cattolica in Germania, con particolare attenzione alla Bassa Baviera.
Nella sua città natale, Plattling, si distinse come uno dei principali mecenati e benefattori. Dopo che un rovinoso incendio colpì la città, diede un significativo contributo alla ricostruzione con donazioni in denaro. Fondò il distaccamento locale dei vigili del fuoco e donò alla città una palestra e un asilo. Per i suoi servizi, il 21 maggio 1901 la città di Plattling gli conferì la cittadinanza onoraria ed oggi lo ricorda un monumento davanti al municipio. A lui sono intitolati una piazza del paese, una via e la scuola media locale.
Dal 1901 fu membro onorario della confraternita studentesca cattolica KDStV Aenania Munich.
Conrad von Preysing fu il padrino di battesimo di suo nipote omonimo, il futuro cardinale Konrad von Preysing (1880-1950).
Morì a Monaco di Baviera il 6 giugno 1903.

## Matrimonio e figli
Nel 1878 Preysing sposò la contessa Christiane von Arco-Zinneberg. La coppia ebbe sette figli. Due figli morirono nella prima guerra mondiale, uno non superò la maggiore età e due figlie divennero monache. Un'altra figlia sposò il conte Ersnt von Harrach. Suo figlio Georg sposò la principessa Gundelinde, figlia di re Ludovico III di Baviera.